# Bondo (territorium)
Bondo är ett territorium i Kongo-Kinshasa. Det ligger i provinsen Bas-Uele, i den norra delen av landet, 1 300 km nordost om huvudstaden Kinshasa.